# Ali Paixà Mubarak
Ali Pasha Mubarak (Birinbal, 1823 - El Caire, 14 de novembre de 1893) fou un escriptor i polític egipci.
Va estudiar a Bulak i el 1844 va ocupar el seu primer càrrec a la missió egípcia a França enviada per Muhammad Alí on va rebre formació d'enginyer militar. A la tornada a Egipte el 1850 va rebre el favor del kediv i va ocupar diversos càrrecs administratius importants a l'exèrcit i civils i va arribar a ministre; va introduir reformes i va fer obres públiques no sempre amb el resultat esperat, durant el govern d'Isma'il Pasha establint la Biblioteca Nacional d'Egipte Dar Al-Kutub el 1870, i el 1880 va fundar l'escola de professors Dar Al-Ulum per proveir de professors en àran a les escoles. En el seu darrer ministeri d'Educació, al gabinet de Riyad Pasha a partir de 1888 va cometre tants errors que va haver de dimitir el 1891 sota indicació de Sir Alfred Milner (després Lord Milner) i va morir dos anys després.
Va escriure manuals per les escoles. La seva obra principal fou el Khitab al-djadida al-tawfikiyya amb descripcions d'Alexandria i el Caire, biografies d'homes cèlebres nascuts a aquestes dues ciutats i altres temes.